# Nietzsche-sensei: Konbini ni, Satori Sedai no Shinjin ga Maiorita
Nietzsche-sensei: Konbini ni, Satori Sedai no Shinjin ga Maiorita (ニーチェ先生～コンビニに、さとり世代の新人が舞い降りた～, lit. "Senhor Nietzsche na Loja de Conveniência") é uma série de manga shōjo escrita por Matsukoma e ilustrada por Hashimoto. É publicada na revista Monthly Comic Gene desde 2013. Foi adaptada numa série de televisão do género comédia.

## Média

### Manga
Matsukoma e Hashimoto começaram por publicar o manga na edição de agosto de 2013 da revista de manga shōjo Monthly Comic Gene da editora Kadokawa. A série foi baseada nas mensagens do Twitter de empregados de lojas de conveniência que relatavam o quotidiano do seu trabalho. Um CD drama foi lançado em fevereiro de 2015.

#### Volumes
| N.º | Data de lançamento    | ISBN              |
| --- | --------------------- | ----------------- |
| 1   | 27 de janeiro de 2014 | 978-4-04-066237-4 |
| 2   | 26 de julho de 2014   | 978-4-04-066821-5 |
| 3   | 27 de janeiro de 2015 | 978-4-04-067255-7 |
| 4   | 27 de agosto de 2015  | 978-4-04-067592-3 |

### Drama
A série de televisão foi anunciada na edição de setembro da Monthly Comic Gene. Foi escrita e dirigida por Yūichi Fukuda e exibida no Japão pela Yomiuri TV e Hulu. No Brasil é transmitida simultaneamente pela Crunchyroll.

## Recepção
Até à data da edição de setembro da Monthly Comic Gene, a série teve mais de um milhão de cópias impressas.
Na lista dos primeiros volumes mais vendidos, publicada em 2014, e compilada pela Distribution Reform Group Comic Team da Japan Publication Sales, a série ficou em terceiro lugar. Também ficou em terceiro lugar na lista das quinze séries de manga que possuem menos de cinco volumes, baseada numa pesquisa com 2 360 funcionários de livrarias, realizada pela livraria eletrónica Honya Club.